# عثمان العنجري
عثمان العنجري مذيع وإعلامي ومقدم برامج كويتي إشتهر بتقديمه برنامج أصحاب السلطة الذي يبث في اليوتيوب منذ عام 2017.

## من أعماله
- برنامج أصحاب السلطة (2017)

## روابط خارجية
- حساب عثمان العنجري على موقع تويتر.